# Piwo imbirowe
Piwo imbirowe (ang. ginger beer) – angielskie piwo wyrabiane z wykorzystaniem imbiru lekarskiego (Zingiber officinale).
Napój ten wytwarzany jest w procesie fermentacji melasy imbirowej z dodatkiem drożdży piekarskich. Należy do rodzaju piw kłączowych obok piw zbożowych, miodowych i owocowych.